# Nuoto ai campionati mondiali di nuoto 2022 - 50 metri dorso femminili
La gara di nuoto dei 50 metri dorso femminili dei campionati mondiali di nuoto 2022 è stata disputata il 21 e 22 giugno 2022 presso la Duna Aréna di Budapest. Vi hanno preso parte 39 atlete provenienti da 36 nazioni.
La competizione è stata vinta dalla nuotatrice canadese Kylie Masse, mentre l'argento e il bronzo sono andati rispettivamente alla statunitense Katharine Berkoff e alla francese Analia Pigrée.

## Podio
| Posizione | Atleta            | Nazionalità |
| --------- | ----------------- | ----------- |
| Oro       | Kylie Masse       | Canada      |
| Argento   | Katharine Berkoff | Stati Uniti |
| Bronzo    | Analia Pigrée     | Francia     |

## Programma
| Data           | Ora (UTC+2) | Turno      |
| -------------- | ----------- | ---------- |
| 21 giugno 2022 | 09:00       | Batterie   |
| 21 giugno 2022 | 18:37       | Semifinali |
| 22 giugno 2022 | 18:30       | Finale     |

## Record
Prima della competizione il record del mondo e il record dei campionati erano i seguenti:
| Record mondiale       | 26"98 | Liu Xiang Cina | 21 agosto 2018 Giacarta, Indonesia |
| Record dei campionati | 27"06 | Zhao Jing Cina | 30 luglio 2009 Roma, Italia        |

Nel corso della competizione non sono stati migliorati.

## Risultati

### Batterie
| Pos. | Batteria | Corsia | Atleta                  | Nazionalità        | Tempo | Note |
| ---- | -------- | ------ | ----------------------- | ------------------ | ----- | ---- |
| 1    | 4        | 5      | Kylie Masse             | Canada             | 27"26 | Q    |
| 2    | 3        | 4      | Katharine Berkoff       | Stati Uniti        | 27"49 | Q    |
| 3    | 4        | 3      | Ingrid Wilm             | Canada             | 27"55 | Q    |
| 4    | 3        | 5      | Regan Smith             | Stati Uniti        | 27"70 | Q    |
| 5    | 2        | 5      | Analia Pigrée           | Francia            | 27"75 | Q    |
| 6    | 2        | 6      | Medi Harris             | Gran Bretagna      | 27"83 | Q    |
| 7    | 3        | 3      | Silvia Scalia           | Italia             | 27"86 | Q    |
| 8    | 2        | 4      | Kaylee McKeown          | Australia          | 27"94 | Q    |
| 9    | 4        | 8      | Chen Jie                | Cina               | 27"95 | Q    |
| 10   | 2        | 3      | Maaike de Waard         | Paesi Bassi        | 28"04 | Q    |
| 11   | 4        | 6      | Mimosa Jallow           | Finlandia          | 28"06 | Q    |
| 12   | 4        | 2      | Theodōra Drakou         | Grecia             | 28"12 | Q    |
| 13   | 4        | 4      | Kira Toussaint          | Paesi Bassi        | 28"17 | Q    |
| 14   | 3        | 7      | Simona Kubová           | Rep. Ceca          | 28"37 | Q    |
| 15   | 4        | 1      | Lee Eun-ji              | Corea del Sud      | 28"38 | Q    |
| 16   | 2        | 2      | Paulina Peda            | Polonia            | 28"47 | Q    |
| 17   | 2        | 7      | Lora Komoróczy          | Ungheria           | 28"49 |      |
| 18   | 3        | 2      | Julie Kepp Jensen       | Danimarca          | 28"50 |      |
| 19   | 3        | 6      | Caroline Pilhatsch      | Austria            | 28"54 |      |
| 20   | 3        | 1      | Andrea Berrino          | Argentina          | 28"56 |      |
| 21   | 4        | 7      | Louise Hansson          | Svezia             | 28"67 |      |
| 22   | 3        | 8      | Stephanie Au            | Hong Kong          | 28"70 |      |
| 23   | 2        | 1      | Olivia Nel              | Sudafrica          | 29"06 |      |
| 24   | 4        | 0      | Alexia Sotomayor        | Perù               | 29"72 |      |
| 25   | 3        | 0      | Donata Katai            | Zimbabwe           | 29"81 |      |
| 26   | 4        | 9      | Hsu An                  | Taipei cinese      | 30"46 |      |
| 27   | 2        | 8      | Masniari Wolf           | Indonesia          | 30"48 |      |
| 28   | 3        | 9      | Marie Khoury            | Libano             | 30"57 |      |
| 29   | 2        | 0      | Mia Blazhevska Eminova  | Macedonia del Nord | 30"61 |      |
| 30   | 1        | 3      | Noor Taha               | Bahrein            | 31"38 |      |
| 31   | 1        | 8      | Ariuntamir Enkh-Amgalan | Mongolia           | 31"95 |      |
| 32   | 1        | 6      | Lucia Ruchti            | Kenya              | 32"33 |      |
| 33   | 2        | 9      | Jovana Kuljača          | Montenegro         | 32"74 |      |
| 34   | 1        | 4      | Denise Donelli          | Mozambico          | 32"76 |      |
| 35   | 1        | 1      | Aynura Primova          | Turkmenistan       | 32"91 |      |
| 36   | 1        | 5      | Avice Meya              | Uganda             | 32"94 |      |
| 37   | 1        | 2      | Ariel Rodrigues         | Guyana             | 33"18 |      |
| 38   | 1        | 7      | Hamna Ahmed             | Maldive            | 34"53 |      |
| 39   | 1        | 0      | Kayla Temba             | Tanzania           | 39"30 |      |

### Semifinali
| Pos. | Semifinale | Corsia | Atleta            | Nazionalità   | Tempo | Note |
| ---- | ---------- | ------ | ----------------- | ------------- | ----- | ---- |
| 1    | 2          | 4      | Kylie Masse       | Canada        | 27"22 | Q    |
| 2    | 2          | 3      | Analia Pigrée     | Francia       | 27"29 | Q    |
| 2    | 1          | 5      | Regan Smith       | Stati Uniti   | 27"29 | Q    |
| 4    | 2          | 5      | Ingrid Wilm       | Canada        | 27"39 | Q    |
| 5    | 1          | 4      | Katharine Berkoff | Stati Uniti   | 27"40 | Q    |
| 6    | 1          | 6      | Kaylee McKeown    | Australia     | 27"58 | Q    |
| 7    | 2          | 1      | Kira Toussaint    | Paesi Bassi   | 27"69 | Q    |
| 8    | 1          | 3      | Medi Harris       | Gran Bretagna | 27"72 | QSO  |
| 8    | 2          | 6      | Silvia Scalia     | Italia        | 27"72 | QSO  |
| 10   | 1          | 2      | Maaike de Waard   | Paesi Bassi   | 27"77 |      |
| 11   | 2          | 2      | Chen Jie          | Cina          | 27"83 |      |
| 12   | 1          | 7      | Theodōra Drakou   | Grecia        | 27"99 |      |
| 12   | 2          | 7      | Mimosa Jallow     | Finlandia     | 27"99 |      |
| 14   | 1          | 8      | Paulina Peda      | Polonia       | 28"11 |      |
| 15   | 2          | 8      | Lee Eun-ji        | Corea del Sud | 28"26 |      |
| 16   | 1          | 1      | Simona Kubová     | Rep. Ceca     | 28"35 |      |

Spareggio
| Pos. | Corsia | Atleta        | Nazionalità   | Tempo | Note |
| ---- | ------ | ------------- | ------------- | ----- | ---- |
| 1    | 4      | Medi Harris   | Gran Bretagna | 27"56 | Q    |
| 2    | 5      | Silvia Scalia | Italia        | 27"65 |      |

### Finale
| Pos.    | Corsia | Atleta            | Nazionalità   | Tempo | Note |
| ------- | ------ | ----------------- | ------------- | ----- | ---- |
| Oro     | 4      | Kylie Masse       | Canada        | 27"31 |      |
| Argento | 2      | Katharine Berkoff | Stati Uniti   | 27"39 |      |
| Bronzo  | 3      | Analia Pigrée     | Francia       | 27"40 |      |
| 4       | 6      | Ingrid Wilm       | Canada        | 27"43 |      |
| 5       | 5      | Regan Smith       | Stati Uniti   | 27"47 |      |
| 5       | 7      | Kaylee McKeown    | Australia     | 27"47 |      |
| 7       | 8      | Medi Harris       | Gran Bretagna | 27"72 |      |
| 8       | 1      | Kira Toussaint    | Paesi Bassi   | 27"80 |      |